# Podridão nobre

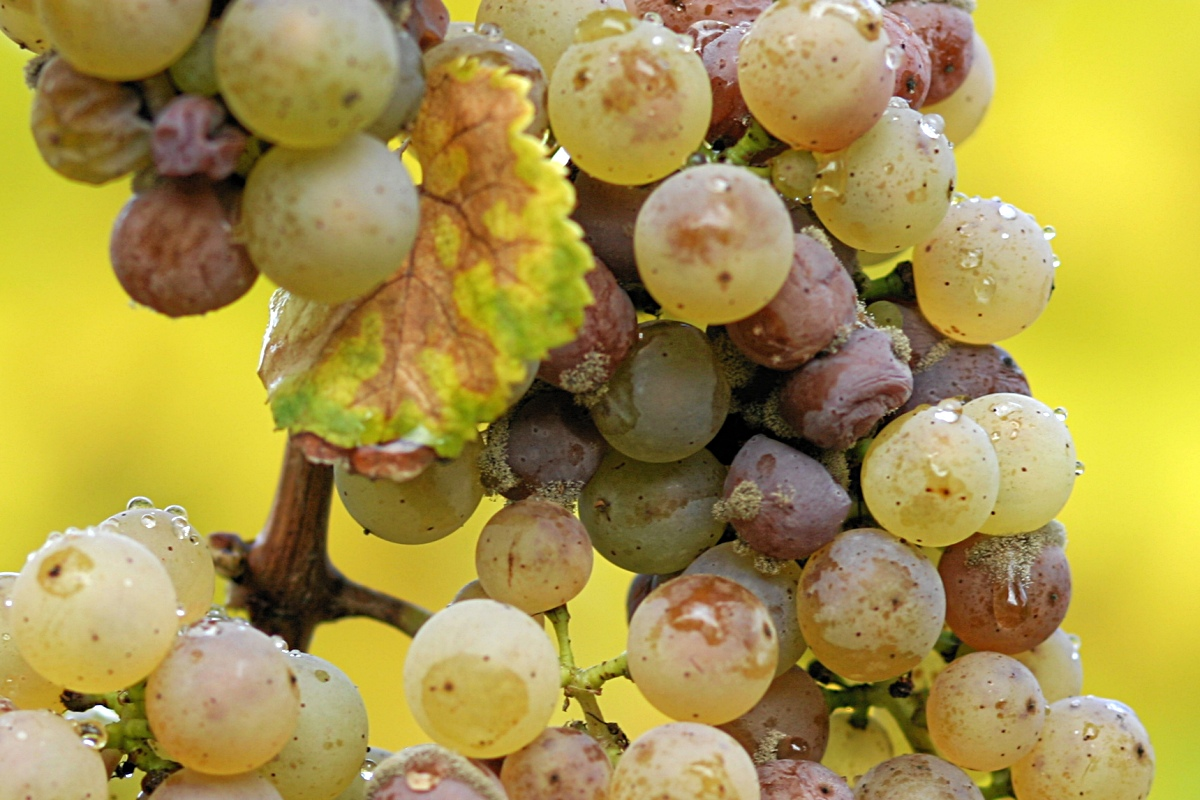
Uvas com a "podridão nobre"

Podridão nobre é a consequência positiva do aparecimento nas vinhas de um fungo chamado Botrytis cinerea.
Em francês é chamada La Pourriture Noble, em alemão Edelfäule em italiano muffa nobile.
O Botrytis cinerea precisa de umidade para se desenvolver. Caso essa umidade se mantenha, manifesta-se na sua forma destrutiva chamada podridão cinzenta que pode arruinar colheitas completas. Todavia, caso haja uma exposição das uvas a condições de tempo seco, gera-se um efeito desejado chamado podridão nobre. Colhidas na altura adequada, as uvas com Botrytis cinerea permitem a obtenção de um vinho com características especiais de doçura e sabor. Alguns dos melhores vinhos "botrytizados" são elaborados a partir de uvas colhidas literalmente bago a bago em sucessivas rondas.
Os vinhos deste tipo mais conhecidos são o Sauternes (França), Aszú (Hungria) e Beerenauslese e Trockenbeerenauslese (Alemanha). De referir ainda o Amarone (Itália), Cotnari (Roménia), Monbazillac (França) e o Ausbruch (Austríaco). Os produtores da Califórnia e da Austrália "importaram" Botrytis e, apesar de algumas dificuldades climáticas, procuram provocar efeitos idênticos aos obtidos nos vinhos da Europa.